# ドブシナー - ロジュニャヴァ線
ドブシナー - ロジュニャヴァ鉄道線（スロバキア語: Železničná trať Dobšiná – Rožňava、公共時刻表用路線番号:167）は、スロバキア・コシツェ県ロジュニャヴァ郡ドブシナー市から同郡ロジュニャヴァ市に至る鉄道路線の通称である。
スロバキア国鉄（ŽSR）ドブシナー - ロジュニャヴァ線（Trať Dobšiná – Rožňava、線路状況表路線番号:111 A）の全区間に相当する。

## 概要
ドブシンスケー丘陵の麓にある中世から19世紀にかけての鉱山都市、ドブシナー鉄道駅からスラナー渓谷沿いに南下し、ŽSRコシツェ - プレシヴェツ線（109 A）ロジュニャヴァ鉄道駅に至る26.1kmの支線で、全線が非電化単線である。前身は19世紀開業のドブシナ（スロバキア語：ドブシナー） - バーンレーヴェ鉄道線で、現在の当線区およびコシツェ - プレシヴェツ線ロジュニャヴァ - プレシヴェツ間、プレシヴェツ - ズヴォレン旅客駅線プレシヴェツ - アボウツェ間に相当する。全区間がコシツェ地域総局管内である。
沿線では古くから複数の鉱山が操業していた。ニジュナースラナー鉄道駅には構内に隣接して菱鉄鉱鉱山として操業したニジュナースラナー鉱山（Nižnoslanská Baňa、2008年閉山）への専用線があるほか、ロジュニャヴァ市街地に隣接するスラナー川西岸の市内ナダブラ地区にあったロジュニャヴァの地名の由来となった鉄鉱石鉱山、ロジュニャヴァ鉱山（Rožňava baňa、1998年閉山）へも、1925年ごろから1947年までロジュニャヴァメスト停留場 - ナダブラ停留場間にロジュニャヴァバニャ貨物駅が設けられ専用線と接続していた。またドブシナー市にはゲメル地方唯一の蛇紋岩（クリソタイルアスベスト）鉱床があり、ドブシナー鉄道駅終端に東部スロバキア採石砂利国有会社（VKŠ, Východoslovenské kameňolomy a štrkopiesky, n.p.、のちドブシナー採石有限責任会社、1998年閉山）の積出用専用線が設けられていた。
現在はウラホヴォ貨物停留場から中欧の鉄鋼メーカー・ストリップグループ（Stlip Group）系列のコヴォストロイ・ドブシナー有限責任会社（KOVOSTROJ s.r.o. Dobšiná）工場への専用線が設けられ、幌付長物車による原材料の鋼板コイル材搬入や製品搬出が行われている。また林業も主力産業の一つで、ドブシナー鉄道駅に貯木場が併設されている。旧VKŠ専用線がドブシナー市有林企業有限責任会社（Mestské lesy Dobšiná, spol. s r.o.）専用線として使用されているほか、ベトリアル鉄道駅にもスロバキア共和国営林国有会社ロジュニャヴァ支所（Lesy Slovenskej republiky, š.p. Odštepný závod Rožňava）貯木場への専用線が設けられており、それぞれ当線区直通のコシツェ - プレシヴェツ線経由貨物列車が運行されている。
旅客列車は2001・2002年ダイヤにおいてドブシナー - ロジュニャヴァ間に1日6往復、ロジュニャヴァメスト - ロジュニャヴァ間に1往復の旅客列車（Os）が運行されていたが、列車運行事業体の鉄道企業体（当時、旧ZSSK）は2003年2月2日、観光チャーター列車など臨時および季節運行を除く定期旅客列車の運行契約を解消した。
運行管理の簡易化対象路線で、ニジュナースラナー鉄道駅に列車制御所が置かれており、全線の運行管理を行っている。

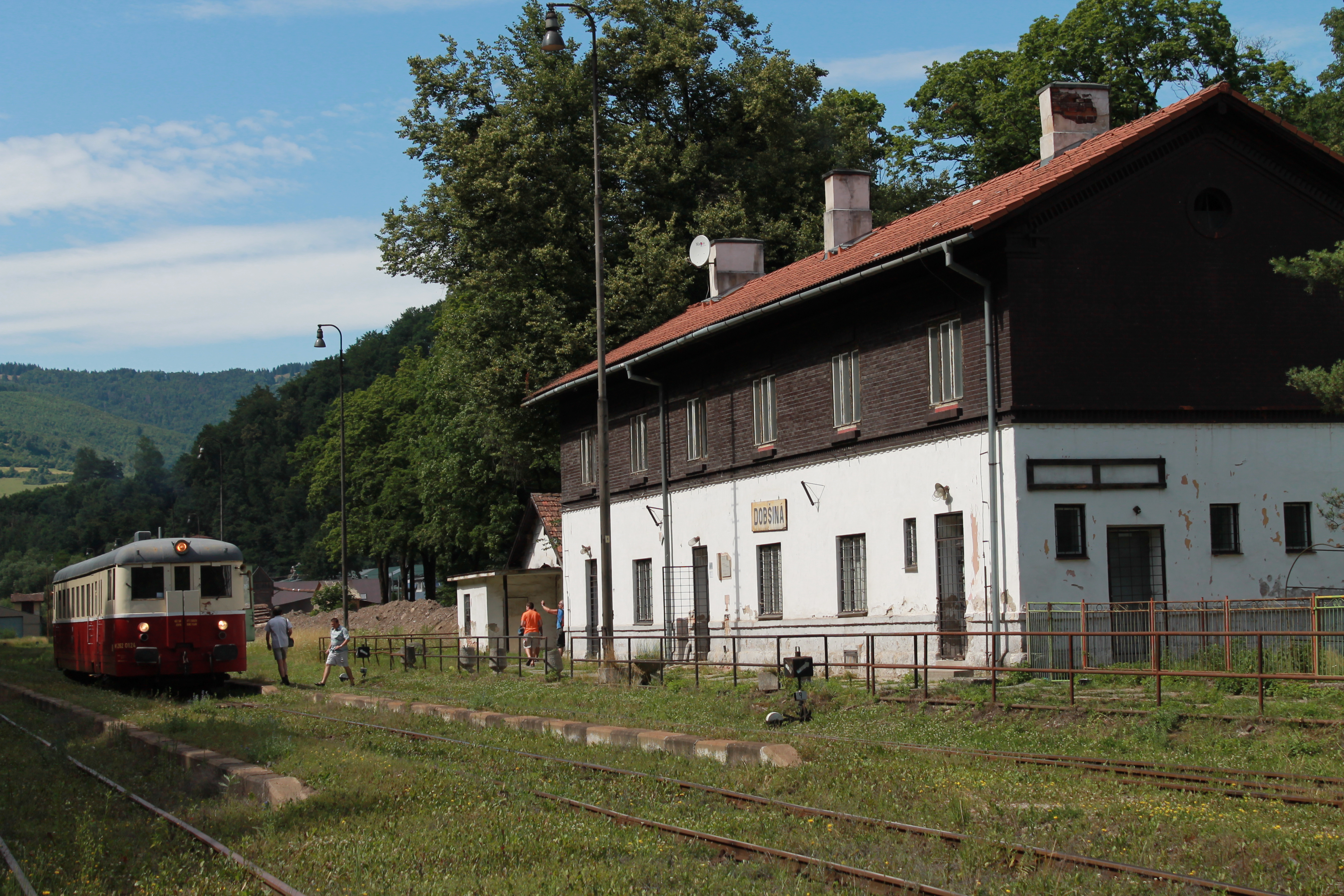
ドブシナー鉄道駅（2015年）
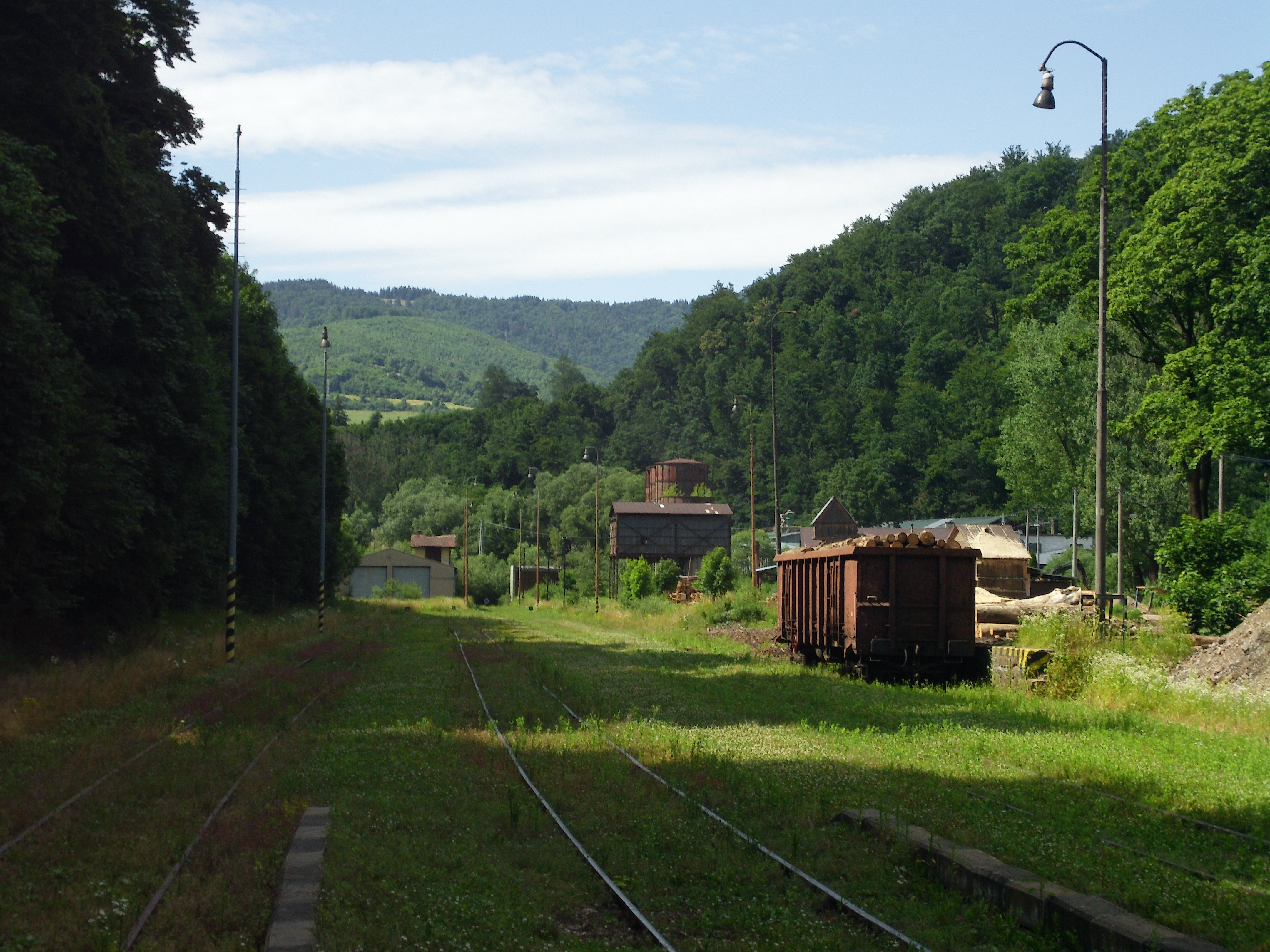
ドブシナー鉄道駅終端から伸びるドブシナー市有林企業の原木積出用専用線。中央奥に東部スロバキア採石砂利国有会社時代のアスベスト積出施設遺構が見える（2015年）
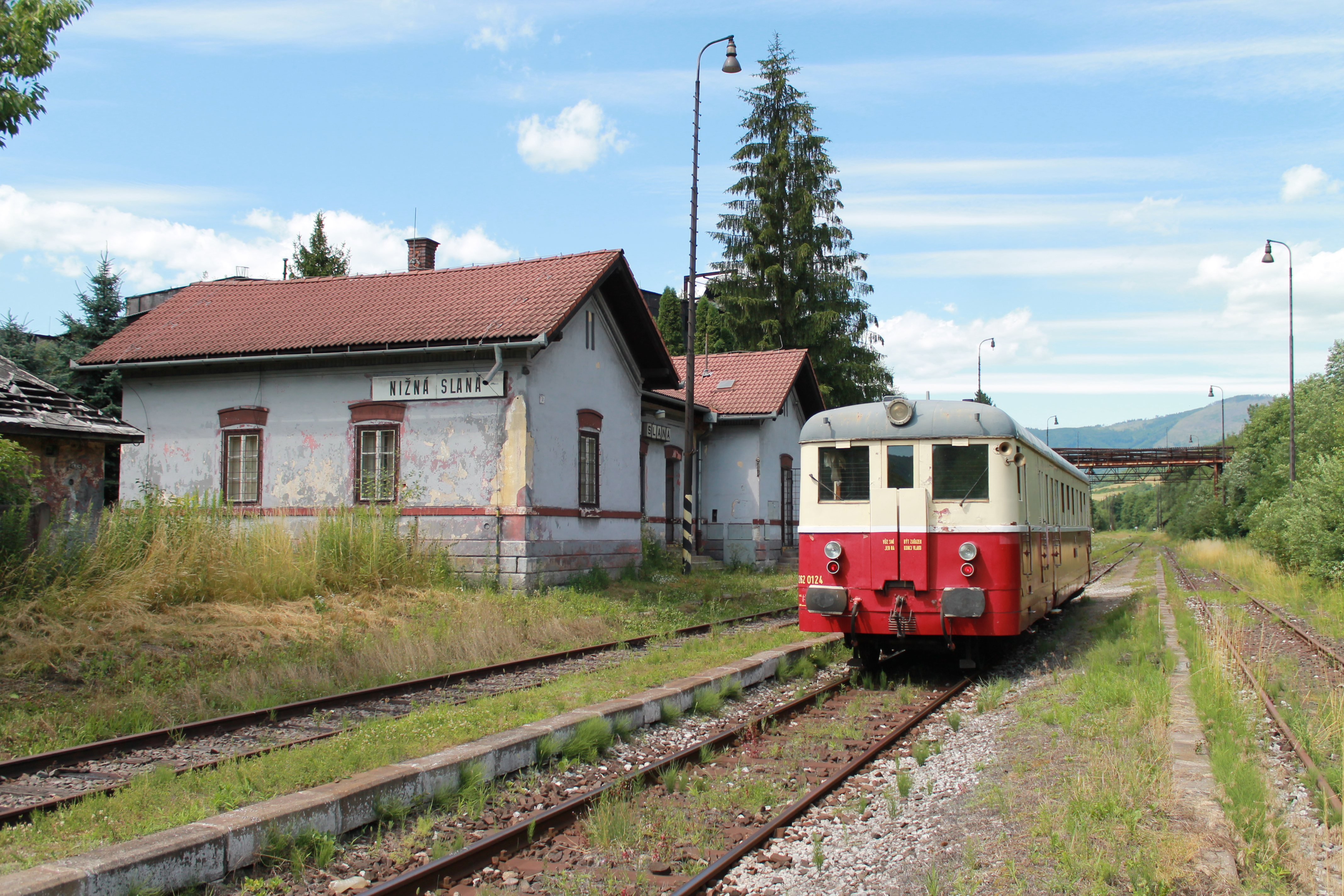
ニジュナースラナー鉄道駅に停車中の観光チャーター列車（2015年）
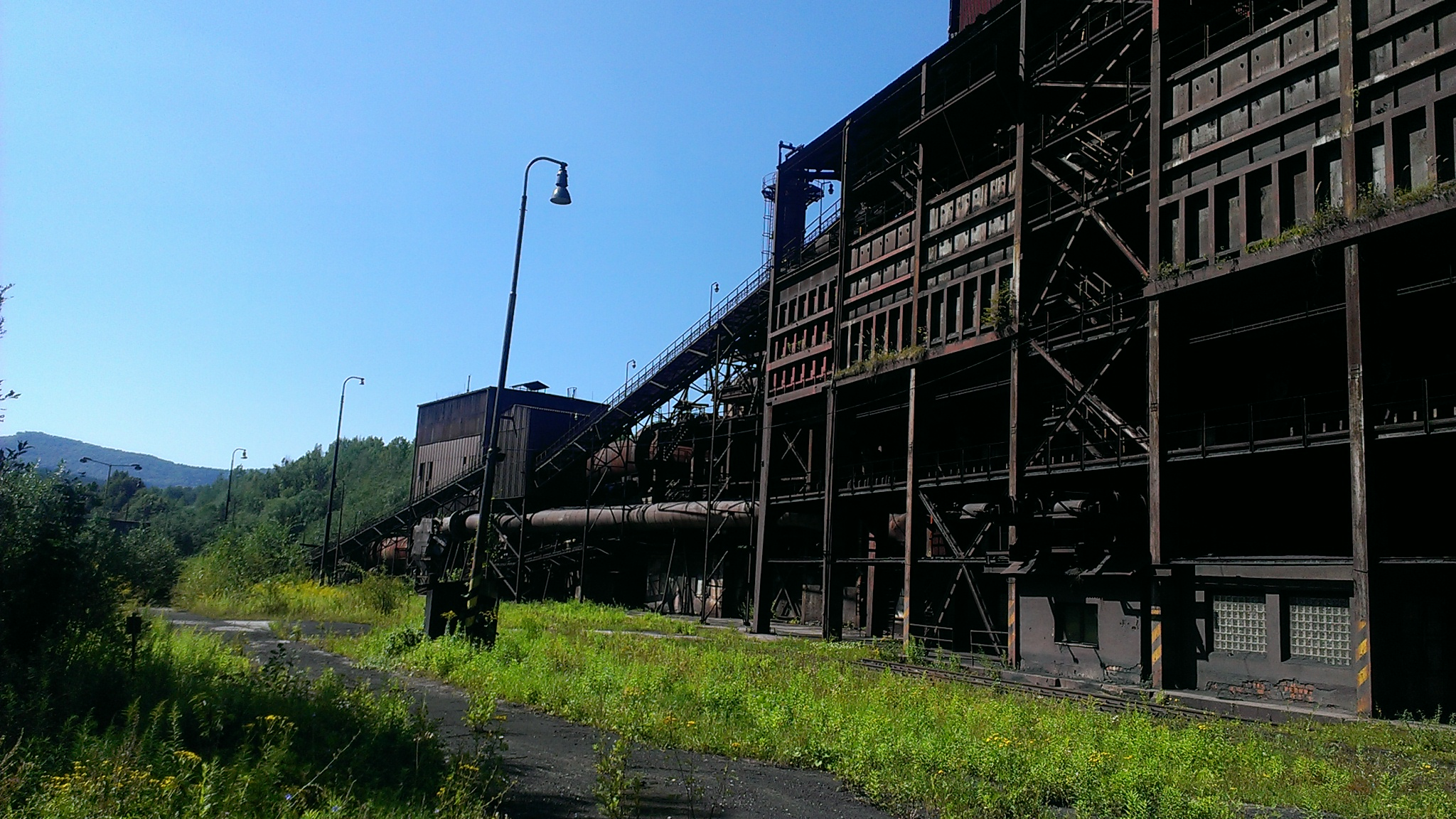
ニジュナースラナー鉄道駅本屋裏側に残るニジュナースラナー鉱山専用線（2012年）
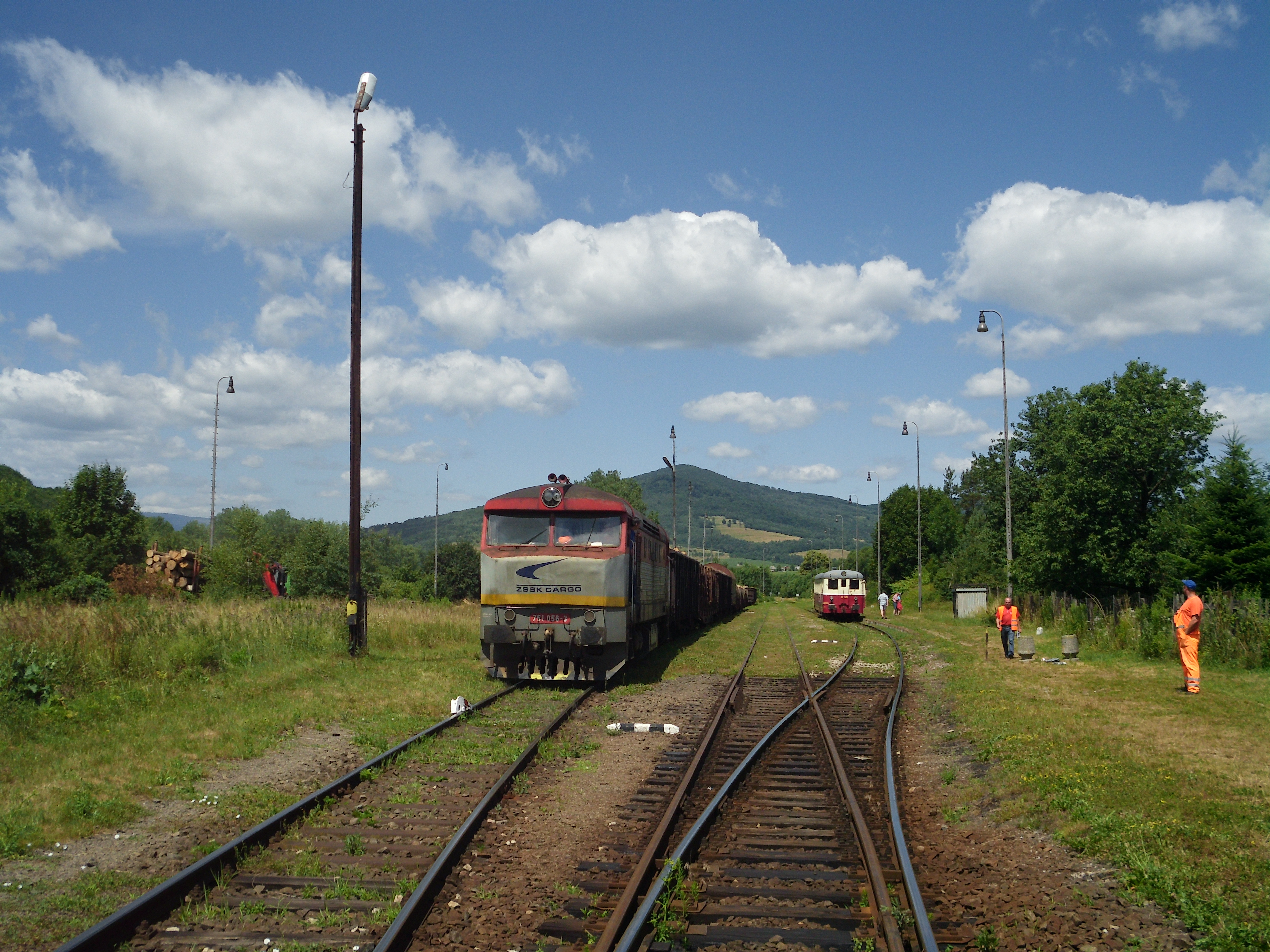
定期旅客列車休止後も鋼板コイル材輸送や沿線産の木材原木輸送の貨物列車が運行されている（ベトリアル鉄道駅、2015年）

## 歴史

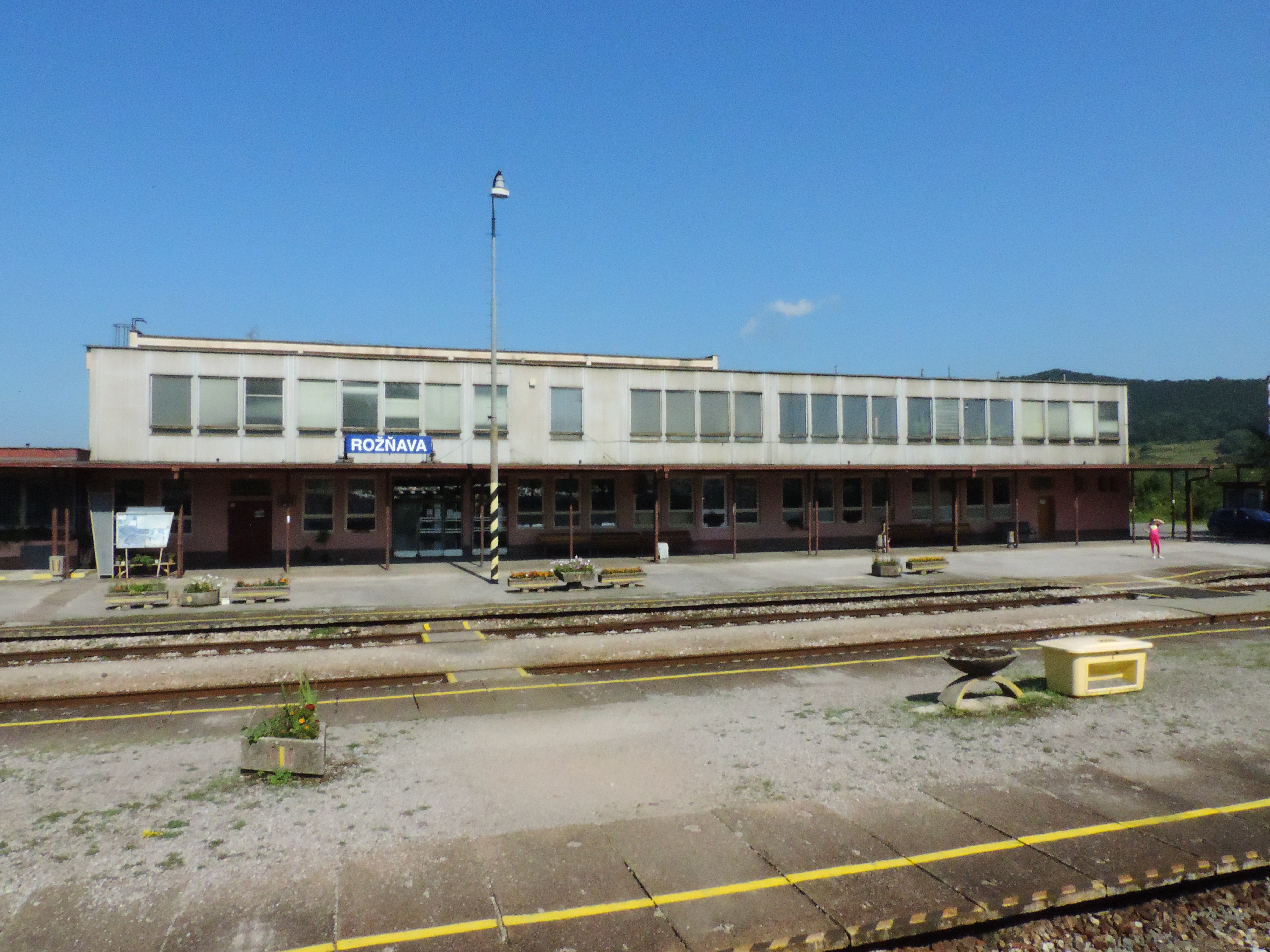
起点である現ロジュニャヴァ鉄道駅は、戦後の南部幹線建設に伴い分岐駅として新設されたもので、ロジュニャヴァ市街から離れている（2014年）

現在のコシツェ県西部からバンスカービストリツァ県東部のゲメル地方（Gemerský región）はハンガリー王国時代の19世紀、多数の鉱山から産出する銅や鉄鉱石、それに山岳地帯からの豊富な木材の産地として、国内有数の重要な経済地域であった。1860年代にゲメル産業鉄道（Gemerské priemyselné železnice）の敷設構想が浮上し、1871年、民間の共同出資でバーンレーヴェ（ハンガリー・ボルショドアバウーイゼンプレーン県）をターミナルとしてスラナー川沿いにペルショーツ（スロバキア名・プレシヴェツ）、ロセナウ（スロバキア名・ロジュニャヴァ）を経て鉱山都市ドブシナ（スロバキア名・ドブシナー）に至る路線と、バンリーヴェからフュレク（スロバキア名・フィリャコヴォ）および中間のフェレディンツェ（スロバキア名・イェセンスケー）からチソヴェツ（現イェセンスケー - ブレズノ鉄道線の一部）に至る計3線区の建設が開始された。
建設事業はまもなくハンガリー王立国家鉄道（MÁV、ハンガリー国鉄）に移管された。このうちMÁVバーンレーヴェ - ドブシナ線となった当線区では、バーンレーヴェ - ロセナウ（現・ロジュニャヴァプレドメスチエ停留場）間が1874年6月1日に、ロセナウ - ドブシナ間が翌7月20日にそれぞれ開通した。1919年にチェコスロバキア国鉄（ČSD）編入された後、アボウツェ - レナルトウツェ短絡線が完成した1920年、レナルトウツェ - プレシヴェツ間がプレシヴェツ - ズヴォレン - ウルートキ線に編入され、当線はドブシナー - プレシヴェツ線となった。
1920年代にはドブシナー北方のスロバキアカルスト台地上にマルゲツァニ - ズヴォレン鉄道線の計画線が決定したのに合わせ、チェコスロバキア鉄道省はドブシナーから同線イムリホウツェ鉄道駅（仮称、現在のジェジンキ鉄道停留場付近）に接続する延長線構想の検討も行ったが、実現しなかった。

### ゲメル短絡線
第一スロバキア共和国成立でČSDが分割されたスロバキア鉄道（SŽ ; Slovenské železnice）時代の1939年3月、ハンガリーのスロバキア侵攻による南部スロバキアの割譲に伴い、プレシヴェツ - ズヴォレン - ウルートキ線の南部にあたるプレシヴェツ - ルツェネツ間がMÁVに編入されたほか、プレシヴェツを起点とするゲメル地方の当線およびプレシヴェツ - ムラーニュ線（現111 C）、プレシヴェツ - スラヴォショウツェ線（現111 B）の線区南部がそれぞれMÁVに編入されたため、谷間の末端区間に相当するこれらスロバキア国内残存線区が国内SŽ鉄道網から孤立する事態となった。
このため中部横断線であるマルゲツァニ - ズヴォレン鉄道線（現・チェルヴェナースカラ - バンスカービストリツァ線=116 A=およびマルゲツァニ - チェルヴェナースカラ線=110 A=）や同線に接続する残存のリマウスカーソボタ - ブレズノ鉄道線（現イェセンスケー - ブレズノ＝ハルニ - ブレズノ線=116 B=リマウスカーソボタ - ブレズノ間）に向けて、孤立各線からそれぞれ山岳地帯を越えて短絡線を伸ばし相互に接続する「ゲメル短絡線群」（sk:Gemerské spojky）計画が策定され、一部は着工された。
ロジュニャヴァ市以南（ナダブラ鉄道停留場以南）がハンガリー領となったためベトリアル - プレシヴェツ間がMÁVに編入され、ドブシナー - ベトリアル線に短縮された当線では、ニジュナースラナー鉄道駅から西隣のシュチトゥニークメスト - スラヴォショウツェ線（MÁV分断前のプレシヴェツ - スラヴォショウツェ線）シュチトゥニーク鉄道駅に至る隧道5か所を含む20kmの短絡線が計画されたほか、かつてチェコスロバキア鉄道省が構想を持っていたドブシナーとジェジンキ間の新線建設も再度検討された。当線の短絡線計画はいずれも着工する前に終戦を迎え、元の国境が復活したため、計画は放棄された。

### 南部幹線の建設と編入
戦後、コシツェ - トゥルニャナッボドヴォウ線と当線を接続して南部スロバキアにおける東西連絡線とするため、トゥルニャナッボドヴォウとの間で長大トンネルを含む新線「南部幹線」（Južná magistrála）が着工された。
当線側ではロジュニャヴァ市街から約2キロ離れた当時のブルゾチーン鉄道停留場付近に新線との分岐駅となる現ロジュニャヴァ鉄道駅を新たに開設した。これに伴いロジュニャヴァ市街地に面した旧ロジュニャヴァ鉄道駅はロジュニャヴァプレドメスチエ（ロジュニャヴァ市街前）鉄道駅（のち鉄道停留場に格下げ）に改称された。
1955年1月23日の新線開通に伴い、当線のロジュニャヴァ - プレシヴェツ間はプレシヴェツ - ズヴォレン - ウルートキ線プレシヴェツ - ズヴォレン間とともにコシツェ - プレシヴェツ線に編入され、当線は現在のドブシナー - ロジュニャヴァ間に短縮された。